# Подруги (телесериал)
«Подруги» (англ. Girlfriends) — американский комедийный телесериал, созданный Марой Брок Акил, с Трейси Эллис Росс, Голден Брукс, Джилл Мари Джонс и Персией Уайт в главных ролях четырёх разных темнокожих женщин в Лос-Анджелесе. Сериал транслировался на протяжении восьми сезонов, с 11 сентября 2000 года по 11 февраля 2008 года, насчитывая в общей сложности 172 эпизода.
Сериал транслировался на UPN с 2000 по 2006 год, а после закрытия канала два последних сезона выходили на The CW. На протяжении периода трансляции, сериал лидировал в рейтингах в категории афроамериканских зрителей, в особенности женщин в демографической категории 18-34. В 2006 году The CW запустил спин-офф сериала — ситком «Игра», который вскоре переехал на BET, где транслировался до 2015.